# Trichostrongylus colubriformis
Trichostrongylus colubriformis är en rundmaskart som först beskrevs av Giles 1892.  Trichostrongylus colubriformis ingår i släktet Trichostrongylus och familjen Trichostrongylidae. Inga underarter finns listade i Catalogue of Life.